# Adriana Muñoz
Adriana Muñoz Premier (Santiago di Cuba, 16 marzo 1982) è una mezzofondista cubana.

## Biografia
Nel 2003, a soli 21 anni, vinse due medaglie d'oro ai Giochi panamericani di Santo Domingo negli 800 e 1500 metri, complice anche la squalifica per doping della surinamese Letitia Vriesde.
Nel 2003 partecipa ai mondiali in Francia senza però arrivare in finale.
Nel 2005 decide di lasciare completamente l'atletica e dedicarsi al figlio in arrivo, sparendo completamente dalle scene agonistiche per oltre 4 anni .
Torna ad allenarsi nel 2010, l'anno dopo vuole tentare ancora di vincere ai Giochi panamericani e nell'ottobre del 2011 riuscirà ancora nella doppietta 800-1500 metri vincendo altre 2 medaglie d'oro ai giochi di Guadalajara 2011, a distanza di 8 anni, stavolta festeggiando sul campo.

## Palmarès
| Anno | Manifestazione      | Sede          | Evento       | Risultato | Prestazione | Note |
| ---- | ------------------- | ------------- | ------------ | --------- | ----------- | ---- |
| 2003 | Giochi panamericani | Santo Domingo | 800 m piani  | Oro       | 2'02"96     |      |
| 2003 | Giochi panamericani | Santo Domingo | 1500 m piani | Oro       | 4'09"57     |      |
| 2003 | Giochi panamericani | Santo Domingo | 4x400 m      | 5ª        | 3'28"79     |      |
| 2003 | Mondiali            | Parigi        | 800 m piani  | Batteria  | 2'04"58     |      |
| 2005 | Campionati CAC      | Nassau        | 800 m piani  | 5ª        | 2'04"17     |      |
| 2011 | Giochi panamericani | Guadalajara   | 800 m piani  | Oro       | 2'04"08     |      |
| 2011 | Giochi panamericani | Guadalajara   | 1500 m piani | Oro       | 4'26"09     |      |
| 2013 | Campionati CAC      | Morelia       | 1500 m piani | Argento   | 4'31"79     |      |
| 2014 | Giochi CAC          | Xalapa        | 1500 m piani | Bronzo    | 4'20"50     |      |
| 2015 | Giochi panamericani | Toronto       | 1500 m piani | dnf       | dnf         |      |